# Port lotniczy Lipieck
Port lotniczy Lipieck (IATA: LPK, ICAO: UUOL) – port lotniczy położony 12 km na północ od Lipiecka, w obwodzie lipieckim, w Rosji.

## Linie lotnicze i połączenia
| Linia lotnicza    | Kierunek                                                                                    |
| ----------------- | ------------------------------------------------------------------------------------------- |
| Nordwind Airlines | Sezonowo: 1. / Symferopol                                                                   |
| S7 Airlines       | 1. Moskwa-Domodiedowo 2. Sankt Petersburg Sezonowo: 1. Anapa 2. / Symferopol 3. Soczi-Adler |